# Туркестан Арена
«Туркестан Арена» (каз. «Түркістан арена») — многофункциональный стадион в городе Туркестан, Казахстан. Вместимость — 7 000 зрителей. Был сдан в эксплуатацию 30 августа 2020 года. Домашняя арена футбольного клуба «Туран».

## Описание
Первая игра на арене состоялась 27 октября 2020 года среди подростков 2007—2008 годов рождения.
Центральный стадион «Туркестан-Арена» областного управления физкультуры и спорта рассчитан на 7000 мест. В гигантском комплексе есть отдельный тренажерный зал для каждого вида спорта.
База стадиона, подаренная акционерным обществом «ФНБ „Самрук-Казына“», состоит из футбольного поля и крытого манежа для легкой атлетики.
Полностью оборудованы залы с акробатикой, боксом, тяжелой атлетикой, гимнастикой и йогой.

## События
На этом стадионе в марте 2021 года прошли матчи Суперкубка Казахстана по футболу.